# Samoa na Letnich Igrzyskach Olimpijskich 2004
Samoa na Letnich Igrzyskach Olimpijskich 2004 reprezentowało 3 sportowców: 2 mężczyzn i 1 kobieta.

## Skład kadry

### Lekkoatletyka
Kobiety:
- Patsy Selafina Akeli rzut oszczepem – 45,93 m

Mężczyźni:
- Shaka Sola rzut dyskiem – 51,10 m

### Podnoszenie ciężarów
Mężczyźni:
- Uati Maposua kategoria do 77 kg – 280,0 kg